# Отель-де-Виль (Париж)
В ратуше Отель-де-Виль (фр. Hôtel de Ville) с 1357 года размещаются парижские муниципальные органы власти. Отель-де-Виль с фасадом длиной 110 метров расположен на бывшей средневековой Гревской площади (фр. place de Grève), ныне площади Отель-де-Виль в 4-м округе Парижа на правом берегу Сены. Позже южное крыло было построено королем Франциском I с 1535 по 1551 год, северное крыло было построено Генрихом IV и Людовиком XIII между 1605 и 1628 годами.
Дворец был сожжён во время Парижской коммуны вместе со всеми городскими архивами в мае 1871 года (уцелели только каменные фасады здания).

## Архитектура
Здание было перестроено между 1874 и 1882 годами в соответствии с первоначальным дизайном, но большего размера и внутри было значительно изменено.
Здание построено в стиле историзма (одно из направлений эклектики) по проекту архитекторов Теодора Баллю (Théodore Ballu) и Эдуара Деперта (Édouard Deperthes). Фасад в стиле Наполеона III был заново восстановлен после уничтожившего здание пожара во время Парижской коммуны 1871 года.

## Скульптуры на фасаде
Главный фасад украшают установленные в нишах, подобно фасадам Лувра или католических церквей, статуи великих деятелей Франции из насыщенной истории Парижа (художников, учёных, политиков, промышленников).
Список в алфавитном порядке:
- Аламбер, Жан Лерон д’
- Арле, Ашиль де
- Арно, Антуан
- Баллен, Клод
- Бари, Антуан-Луи
- Байи, Жан Сильвен
- Беранже, Пьер Жан
- Берье, Пьер-Антуан
- Био, Жан-Батист
- Буало, Никола
- Буало, Этьен
- Бугенвиль, Луи Антуан де
- Буль, Андре-Шарль
- Бургиньон, Жан-Батист
- Бюде, Гийом
- Бюллан, Жан
- Верне, Орас
- Вильмен, Абель-Франсуа
- Виолле-ле-Дюк, Эжен
- Вольтер
- Герольд, Фердинан
- Гужон, Жан
- Давид, Жак Луи
- Декан, Александр-Габриэль
- Делакруа, Эжен
- Делапланш, Эжен
- Деларош, Поль
- Дидо, Фирмен
- Добиньи, Шарль-Франсуа
- Дюмулен, Шарль
- Жакмон, Виктор
- Жофрен, Мария Терезия
- Кавеньяк, Годфруа
- Камю, Арман-Гастон
- Кино, Филипп
- Клеро, Алекси Клод
- Курье, Поль-Луи
- Лавуазье, Антуан
- Ланкре, Николя
- Кортон, Доминик де
- Лебрен, Шарль
- Лёкен
- Ленотр, Андре
- Леско, Пьер
- Лёсюёр, Эсташ
- Л’Этуаль, Пьер де
- Мальбранш, Николя
- Мансар, Франсуа
- Мариво, Пьер Карле де
- Мишле, Жюль
- Мирон, Франсуа
- Моле, Матьё
- Монтрёй, Пьер де
- Мюссе, Альфред де
- Паскье, Этьенн
- Паш, Жан-Николя
- Перро, Шарль
- Перроне, Жан Родольф
- Пигаль, Жан-Батист
- Пилон, Жермен
- Пикар, Луи-Бенуа
- Реньяр, Жан Франсуа
- Реньо, Анри
- Ришельё, Арман Жан дю Плесси
- Ролан, Манон
- Руссо, Теодор
- Седен, Мишель-Жан
- Сен-Симон, Луи де Рувруа
- Сильвестр де Саси, Антуан Исаак
- Скриб, Эжен
- Соваль, Анри
- Сталь, Анна де
- Сю, Эжен
- Тальма, Франсуа-Жозеф
- Ту, Жак Огюст де
- Турвиль, Анн Илларион де
- Фуко, Леон
- Шарден, Жан Симеон
- Эро де Сешель, Мари-Жан
- Этьенн, Анри

## Фотогалерея
- Альфонс де Ламартин перед Отель-де-Виль, Революция 1848 г. Художник Филиппото
- Общий вид
- Отель-де-Виль в вечернем освещении
- Статуя композитора Фердинана Герольда